# Playing the Angel
 Playing the Angel  — одинадцятий студійний альбом британського гурту Depeche Mode, що вийшов 17 жовтня 2005.

## Про альбом
Це перший альбом гурту, на якому серед авторів згадується Дейв Гаан — тексти до трьох композицій («Suffer Well», «I Want It All» і «Nothing's Impossible») були написані основним вокалістом гурту.
Назву взято з тексту пісні «The Darkest Star». Це четвертий альбом Depeche Mode, назву якого взято з тексту пісні. Попередніми були Construction Time Again, Some Great Reward і Black Celebration.
Звук альбому набагато жорсткіший, ніж на його попереднику Exciter. При запису альбому колектив інтенсивно використовував аналогові синтезатори, які були виведені на перший план, потіснивши цифрові на другий.
У середині липня 2005 незавершений кліп на пісню «Precious» був викладений в інтернет. Імовірно, витік стався через сайт виробничої бригади, яка допомагала гурту у створенні відео.
Під час студійних сесій була записана пісня «Martyr», яку гурт розглядав як перший сингл з Playing the Angel. Але програміст альбому Дейв МакКрекен сказав, що пісня не вписувалася в альбом через попзвучання у порівнянні з іншими треками з альбому. Пізніше ця композиція увійшла як новий сингл до збірки найкращих хітів The Best Of, Volume 1.
Альбом вийшов у звичайному CD-варіанті, а також в обмеженому SACD/DVD-виданні, яке включало альбом на гібридному багатоканальному SACD як основний диск і бонусний DVD  з ексклюзивним студійним виконанням пісні «Clean» (з альбому Violator), фотогалереєю, документальним фільмом про створення альбому і 5.1 — канальним варіантом альбому для прослуховування на звичайному DVD-програвачі. UMD-версія для PlayStation Portable містила невеликий фільм про процес створення альбому, відеокліп на пісню «Precious», ексклюзивну версію пісні «Clean» та фотогалерею.
iTunes-видання має кілька бонусів, у тому числі ще один варіант пісні «Bare», «Waiting for the Night» і відеокліп на пісню «Precious». Люди, які попередньо замовили альбом на iTunes і Ticketmaster, брали участь у розіграші квитків на концерти гурту в рамках світового турне «Touring the Angel».

## Трек-лист
1. A Pain That I'm Used To — 4:11
2. John the Revelator — 3:42
3. Suffer Well — 3:49
4. The Sinner in Me — 4:56
5. Precious — 4:10
6. Macro — 4:03
7. I Want It All — 6:09
8. Nothing's Impossible — 4:21
9. Introspectre — 1:42
10. Damaged People — 3:29
11. Lilian — 4:49
12. The Darkest Star — 6:55